# 정라곤
정라곤(鄭羅坤, 1950년 6월 25일 ~ )은 대한민국의 정치인이다.

## 생애
정라곤은 1950년 6월 25일 경북 영덕군 영덕읍 남석리에서 태어났다. 영덕초등학교, 영덕중학교, 영덕고등학교를 졸업하였다.
1969년 11월 경북 영덕군에서 지방공무원으로 시작으로 대구시 동구청, 경북도청을 거쳐 1979년부터 2003년까지 내무부에서 근무하면서 지역진흥담당서기관을 역임하였고, 서훈으로는 녹조근정훈장 1회, 대통령표창 2회, 내무부장관표창 2회 등이 있다.
1968년 제13회 학원문학상을 수상하였고, 1970년 제13회 신라문화재 전국한글백일장 일반부 시 차상을 한후에 동인활동을 하였으며, 1984년 매일신문 신춘문예(시 부분)로 시단에 데뷔하여 1990년 한국시인협회 사무국 총무간사, 섭외간사직을 맡았다. 시집으로는 '꽃의 이름으로'가 있으며, 지방신문, 지역신문 등에서 칼럼니스트로 활동하면서 400편 이상의 칼럼을 쓰기도 하였다.
2006년 제4회 지방선거에서 영덕군수로 출마한 적이 있으며, 2009년 한반도이야기 준비위원회 사무처장을 거쳐 2010년 친박연합에서 사무부총장을 시작으로 사무총장, 부대표를 거쳐 2011년 9월 7일에서 2012년 4월 11일까지, 박준홍 전 대표가 구속된 이후 친박연합 대표를 역임하기도 했다.

## 봉화군부군수 재직
정라곤은 2004년 당시 봉화군의 부군수였으나, 건설업체로부터 향응을 받은 혐의로 구속되었다. 정라곤은 돈인줄 몰랐다고 주장했다. 그리하여 처벌을 받아 대한민국 제5회 지방 선거에 영덕군수 후보로 등록했으나, 피선거권이 상실되어 등록무효되었다.

## 역대 선거 결과
|  | 17.81% |

|  | 0% |